# Tatai járás
A Tatai járás Komárom-Esztergom vármegyéhez tartozó járás Magyarországon, amely 2013-ban jött létre. Székhelye Tata. Területe 306,71 km², népessége 38 742 fő, népsűrűsége pedig 126 fő/km² volt 2013. elején. 2013. július 15-én egy város (Tata) és kilenc község tartozott hozzá.
A Tatai járás a járások 1983. évi megszüntetése előtt is létezett. Az 1950-es megyerendezésig Komárom vármegyéhez, azután Komárom megyéhez tartozott, és 1974. december 31-én szűnt meg. Székhelye az állandó járási székhelyek kijelölése (1886) óta mindvégig Tata volt.

## Települései
| Település       | Rang (2013. július 15.) | Közös hivatal | Kistérség (2013. január 1.) | Népesség (2013. január 1.) | Terület (km²) |
| --------------- | ----------------------- | ------------- | --------------------------- | -------------------------- | ------------- |
| Tata            | járásszékhely város     | Tata          | Tatai                       | 23 726                     | 78,15         |
| Baj             | község                  |               | Tatai                       | 2 754                      | 21,13         |
| Dunaalmás       | község                  | Tata          | Tatai                       | 1 542                      | 14,8          |
| Dunaszentmiklós | község                  | Tata          | Tatai                       | 411                        | 7,77          |
| Kocs            | község                  |               | Tatai                       | 2 536                      | 58,27         |
| Naszály         | község                  |               | Tatai                       | 2 335                      | 30,22         |
| Neszmély        | község                  | Tata          | Tatai                       | 1 325                      | 27,76         |
| Szomód          | község                  |               | Tatai                       | 2 005                      | 28,34         |
| Tardos          | község                  | Tardos        | Tatai                       | 1 615                      | 23,32         |
| Vértestolna     | község                  | Tardos        | Tatai                       | 493                        | 16,95         |

## Története
A Tatai járás egyike volt Komárom vármegye négy járásának a 18. századtól kezdve. A 20. század első felében Magyarország határainak változásai miatt megyei hovatartozása többször változott. 1923 és 1938 között Komárom és Esztergom k.e.e. vármegyéhez, 1938 és 1945 között ismét Komárom vármegyéhez, 1945 és 1950 között Komárom-Esztergom vármegyéhez tartozott, végül az 1950-es megyerendezéstől megyszűnéséig Komárom megyéhez.
A Tatai járás neve és székhelye fennállása alatt nem változott, a Gesztesi járással közös határa azonban a 20. században többször is. Az 1950-es járásrendezést követő mintegy negyedszázadban területe már nem változott.
Megszűnésére 1974. december 30-ával került sor, községeit a Tatai, Oroszlányi és Tatabányai városkörnyék, illetve a Dorogi járás között osztották fel.

### Községei 1886 és 1974 között
Az alábbi táblázat felsorolja a Tatai járáshoz tartozott községeket 1886-tól, amikor a vármegyéknek állandó járási székhelyeket kellett kijelölniük, továbbá bemutatja, hogy az egyes községek mikor tartoztak ide, és hogy hova tartoztak megelőzően, illetve később. A községek az (utolsó) hivatalos nevükön szerepelnek.
| Község          | Mikortól | Honnan                                         | Meddig | Hova                                                                |
| --------------- | -------- | ---------------------------------------------- | ------ | ------------------------------------------------------------------- |
| Agostyán        |          |                                                | 1974   | Tatai városkörnyékhez                                               |
| Alsógalla       |          |                                                | 1947   | a várossá alakuló Tatabányához csatolták                            |
| Baj             |          |                                                | 1974   | Tatai városkörnyékhez                                               |
| Bánhida         |          |                                                | 1947   | a várossá alakuló Tatabányához csatolták                            |
| Bokod           | 1943     | Gesztesi járásból                              | 1974   | Oroszlányi városkörnyékhez                                          |
| Dad             | 1930     | Gesztesi járásból                              | 1974   | Oroszlányi városkörnyékhez                                          |
| Dunaalmás       |          | 1930–1950 között a Gesztesi járáshoz tartozott | 1974   | Tatai városkörnyékhez                                               |
| Dunaszentmiklós |          |                                                | 1974   | Tatai városkörnyékhez                                               |
| Felsőgalla      |          |                                                | 1947   | a várossá alakuló Tatabányához csatolták                            |
| Gyermely        |          |                                                | 1974   | Dorogi járáshoz                                                     |
| Héreg           |          |                                                | 1974   | Tatabányai városkörnyékhez                                          |
| Kecskéd         |          |                                                | 1974   | Oroszlányi városkörnyékhez                                          |
| Kocs            | 1930     | Gesztesi járásból                              | 1974   | Tatai városkörnyékhez                                               |
| Kömlőd          | 1930     | Gesztesi járásból                              | 1974   | Oroszlányi városkörnyékhez                                          |
| Környe          |          |                                                | 1974   | Tatabányai városkörnyékhez                                          |
| Naszály         |          |                                                | 1974   | Tatai városkörnyékhez                                               |
| Neszmély        |          | 1930–1950 között a Gesztesi járáshoz tartozott | 1974   | Tatai városkörnyékhez                                               |
| Oroszlány       |          |                                                | 1954   | várossá alakult                                                     |
| Szomód          |          |                                                | 1974   | Tatai városkörnyékhez                                               |
| Szomor          |          |                                                | 1974   | Dorogi járáshoz                                                     |
| Tardos          |          |                                                | 1974   | Tatai városkörnyékhez                                               |
| Tarján          |          |                                                | 1974   | Tatabányai városkörnyékhez                                          |
| Tata            |          |                                                | 1954   | várossá alakult                                                     |
| Tatabánya       | 1902     | Alsógalla határából alakult                    | 1947   | várossá alakult Alsógallával, Bánhidával és Felsőgallával egyesülve |
| Várgesztes      |          |                                                | 1974   | Oroszlányi városkörnyékhez                                          |
| Vértessomló     |          |                                                | 1974   | Oroszlányi városkörnyékhez                                          |
| Vértestolna     |          |                                                | 1974   | Tatai városkörnyékhez                                               |
| Vértesszőlős    |          |                                                | 1974   | Tatabányai városkörnyékhez                                          |

### Történeti adatai
Megszűnése előtt, 1974 végén területe 551 km², népessége pedig mintegy 35 ezer fő volt.

## Lásd még
- 1950-es járásrendezés
- Tatai kistérség
- Oroszlányi kistérség
- Tatabányai kistérség